# Indarbela dea
Indarbela dea is een vlinder uit de familie van de Metarbelidae. De wetenschappelijke naam van de soort is voor het eerst gepubliceerd in 1890 door Charles Swinhoe.
De soort komt voor in Myanmar.